# 安东尼·明格拉
安东尼·明格拉，CBE（Anthony Minghella，1954年1月6日—2008年3月18日），英国电影导演，编剧。他生于懷特島，父亲是意大利/苏格兰后裔，母亲来自苏格兰格堡斯，妻子蔡敏儀来自香港。他在霍尔大学完成了他的学士和硕士学位。
他做为《英国病人》的导演获得了学院奖。1980年代他在电视台工作，为BBC的电视剧编写剧本。1990年他开始进入电影界，他为BBC创作并导演的独幕剧《真实地，疯狂地，深刻地》获得成功并在电影院上映。这是明格拉首次担任导演，他选择自己做导演因为他希望少受一些监控并有机会在投身大项目前学多些技术。为了制作这部电影，他拒绝了去导演一部知名度更高的《摩斯警长》Inspector morse的剧集机会。
他生前擔任過英国电影研究所的主席。明格拉在2008年3月18日逝世，終年54歲。

## 电影作品
- 1989年 《和恐龙一起生活》（Living with Dinosaurs）(TV) (writer)
- 1990年 《真实地，疯狂地，深刻地》（Truly, Madly, Deeply）
- 1993年 《舊愛變新歡》（Mr Wonderful）
- 1996年 《英国病人》
- 1999年 《天才雷普利》
- 2000年 Play
- 2003年 《冷山》
- 2006年 《非法入侵》（Breaking and Entering）

## 获奖纪录
- 2003 國家評論協會 - 最佳改编剧本 冷山 (2003年)
- 1999 國家評論協會 - 最佳导演 for 天才雷普利 (1999年)
- 1997 奧斯卡獎 - 最佳导演 英国病人 (1996年)
- 1997 英國電影學院獎 - 最佳电影 英国病人 (1996年)
- 1997 廣播影評人協會獎 - 最佳导演和最佳改编剧本 英国病人 (1996年)
- 1997 美國導演工會獎 -  杰出电影导演 英国病人 (1996年)
- 1992 英國電影學院獎 - 最佳原创剧本《真实地，疯狂地，深刻地》 (1990年)